# 6816 Barbcohen
A 6816 Barbcohen (ideiglenes jelöléssel 1981 EB28) a Naprendszer kisbolygóövében található aszteroida. Schelte J. Bus fedezte fel 1981. március 2-án.